# Кокшайск
Кокша́йск (луговомар. Какшанла) — село в Звениговском районе Марий Эл Российской Федерации. Административный центр одноимённого сельского поселения.

## География
Расположено на левом берегу реки Большая Кокшага (напротив деревни Кокшамары) при впадении её в Волгу. Пристань на Куйбышевском водохранилище. Автодорога до Йошкар-Олы (56 км), Новочебоксарска (34 км).
Ежегодно Кокшайск подтапливает во время паводка — пик приходится на май.

## История
В 1574 году для подавления сопротивления луговых марийцев был построен город Кокшайск — первый на территории Марийского края.
…послал царь воевод ставити нового Кокшажского города… Город делали Василей Власьев да Офанасей Есипов.
С основанием города он стал административным центром Кокшайского уезда (1574—1764 [1781]).
Посада в городе-крепости не было. После основания Царевококшайска Кокшайск потерял своё значение передовой крепости.
В 1648 году 20 пеших стрельцов были переведены на Симбирскую черту, где вместе с другими ратными людьми основали город Тагай.
К 1724 году в городе числилось 70 дворов.
В 1765 году город Кокшайск стал селом Кокшайское Царевококшайского уезда Казанской губернии.
День основания Кокшайска отмечается 11 апреля.

## Население
| 2002 | 2010 |
| ---- | ---- |
| 1032 | ↘937 |

Национальный состав населения: русские — 341 (45,1 %), марийцы — 316 (41,8 %), татары — 42 (5,5 %), чуваши — 8 (1 %), другие национальности (менее 0,5 % каждая) — 50 (6,6 %).

## Инфраструктура
- Детский сад
- Средняя общеобразовательная школа

## Русская православная церковь
Церковь Покрова Пресвятой Богородицы. Каменная церковь, построена в 1793 году.

## Известные уроженцы
Орлова Лилия Александровна (1930—2004) — советский и российский художник декоративно-прикладного искусства, вышивальщица. Председатель Союза художников Марийской АССР (1982—1984). Заслуженный художник РСФСР (1979). Заслуженный деятель искусств Марийской АССР (1970), лауреат Государственной премии МАССР (1978).